# 薛谋洪
薛谋洪（1928年5月18日—），福建省福州市人，原籍福建屏南，中华人民共和国政治人物、外交官。

## 生平
1948年8月，加入中国民主青年联盟。1949年11月，加入中国共产党。1949年，毕业于北京大学政治系。1951年，北京大学研究院国际关系专业研究生毕业。1952年起，先后在朝鲜停战谈判中国人民志愿军代表团、外交部研究室、外交部国际关系研究所、国际问题研究所工作。1981年，被评定为外交部国际问题研究所研究员，兼任《国际问题研究》杂志主编。1984年起，任中华人民共和国外交部外交史编辑室主任，同时担任《当代中国外交》一书的编辑部主任。1987年，任中国驻肯尼亚大使，并兼任中国驻联合国环境规划署及联合国人类住区委员会常任代表。1990年至1991年任中国国际问题研究所研究员。中国亚非学会副会长、中国人民外交学会理事。